# Макеенко, Владимир Владимирович
Влади́мир Влади́мирович Маке́енко (укр. Володимир Володимирович Макеєнко; род. 17 июля 1965, Клинцы, Брянская область) — советский и украинский политический деятель, соавтор Декларации о государственном суверенитете Украины и Акта провозглашения независимости Украины. Народный депутат Украины I, III—VII созывов. Глава Киевской городской государственной администрации (с 25 января 2014 по 7 марта 2014 года). Член политсовета, координатор международных связей партии «Наш край».

## Биография
В 1988—1990 годах работал в комплексе «Стрела» в аэропорту Борисполь инженером по управлению воздушным транспортом (авиадиспетчером), позже инспектором и старшим инспектором по безопасности полётов. В 1990 году победил на всеукраинском конкурсе инженеров по управлению воздушным транспортом (авиадиспетчеров) и занял 2-е место на аналогичном конкурсе всесоюзного масштаба, как призёр, был направлен на специальные подготовительные курсы в Великобританию для последующей работы в генеральном офисе ICAO, но так и не начал курс так как стал баллотироваться в Верховный Совет УССР.
В 1990 году был избран в Верховный Совет УССР в одномандатном избирательном округе Бориспольского района Киевской области, заняв 3-е место в Верховном совете по количеству проголосовавших «за», в 1991 году был одним из проголосовавших за независимость Украины.
С 1990 по 1994 год — Народный депутат Украины первого созыва, член Комиссии Верховного Совета Украины по делам молодёжи.
В 1993—1994 годах — эксперт, главный инспектор протокольного отдела Министерства внешнеэкономических связей Украины.
В 1994—1995 годах — заместитель руководителя торгово-экономической миссии Посольства Украины в Российской Федерации.
С ноября 1994 по апрель 1996 года — внештатный советник Премьер-министра Украины.
В 1995—1996 годах — финансовый директор молодёжной общественной организации «Молодежь XXI века».
В 1996—1998 годах — и. о. председателя, председатель правления АБ «Укргазпромбанк».
В 1998 году был вновь избран в Верховную раду Украины. С мая 2000 года был членом Политсовета СПУ.
В 2002 году депутат Верховной Рады Украины от партии «Наша Украина», секретарь комиссии по приватизации. В 2005 году вступил в Партию Регионов Украины, глава наблюдательного совета государственного банка «Укрэксимбанк», в 2006 году депутат Верховной Рады Украины, заместитель главы фракции Партии Регионов Украины, глава Комитета по вопросам бюджета.
Заместитель члена Постоянной делегации в Парламентской ассамблее Совета Европы (ПАСЕ), член групп по межпарламентским связям с Россией, США, Швейцарией, Индией, Китаем, Польшей и Австрией. В 2007 году вновь стал депутатом Верховной Рады Украины от Партии Регионов, сохраняя все должности и посты, за исключением главы Комитета по вопросам бюджета, так как Партия Регионов стала оппозиционной и Владимир Макеенко занял пост заместителя, а позже первого заместителя главы Комитета по вопросам бюджета. По состоянию на март 2009 года член групп по межпарламентским связям с Россией, Великобританией, Объединёнными Арабскими Эмиратами, Швейцарской Конфедерацией, Индией, Италией, Казахстаном и Федеративной Республикой Бразилия, заместитель главы межпарламентской группы по межпарламентским связям с КНР, секретарь межпарламентской группы по межпарламентским связям с США, член межпарламентской комиссии по сотрудничества ВС и Совета Федерации России.
Переизбиравшийся наибольшее количество раз за всю историю Украины народный депутат Верховной Рады Украины, единственный автор Воздушного и соавтор Бюджетного кодекса Украины. Действующий народный депутат Украины, первый заместитель главы Комитета по вопросам бюджета, заместитель члена Постоянной делегации в Парламентской ассамблее Совета Европы (ПАСЕ), член групп по межпарламентским связям с Российской Федерацией, Великобританией, Объединёнными Арабскими Эмиратами, Швейцарской Конфедерацией, Индией, Италией, Казахстаном и Федеративной Республикой Бразилия, заместитель главы межпарламентской группы по межпарламентским связям с КНР, секретарь межпарламентской группы по межпарламентским связям с США, член межпарламентской комиссии по сотрудничеству Верховной Рады Украины и Совета Федерации России. Бывший торговый представитель Украины в Ливане (1992), член Украино-Британской торгово-промышленной палаты (1994—1997) и внештатный советник Премьер-министра Украины (1994—1995). Глава правления и президент Укргазпромбанка (1996—2003), основатель и глава фонда «Новое Поколение» (1992—1995), глава наблюдательного совета государственного банка «Укрэксимбанк».
25 января 2014 года назначен главой Киевской городской государственной администрации.
После отстранения Александра Попова от должности 14 декабря 2013 года до назначения Владимира Макеенко 25 января 2014 года обязанности главы Киевской городской государственной администрации выполнял Анатолий Голубченко.
20 февраля 2014 года вышел из Партии Регионов. Уволен с должности главы КГГА 7 марта 2014 года.
На внеочередных парламентских выборах 2014 года баллотировался под № 31 по списку партии «Сильная Украина», не прошедшей в парламент. На выборах городского головы Киева 25 октября 2015 года, баллотировался от партии «Наш край» и возглавлял список партии в Киевсовет.

## Образование
В 1983—1988 годах — получил высшее образование в Академии гражданской авиации в Ленинграде по специальности инженер по управлению воздушным движением («Эксплуатация воздушного транспорта», авиадиспетчер). Квалификация: инженер по управлению движением
С 1987 по 1990 год работал диспетчером службы управления воздушным движением в Украинском центре автоматизированного управления воздушным движением «Стрела» г. Борисполь.
В 1993 году окончил Курсы дипломатической и консульской службы при Украинском институте международных отношений по специальности «Дипломатическая и консульская служба».

## Семья
Женат, имеет троих детей.

## Награды
- Орден «За заслуги» III степени (2011)[4]